# Ochridacyclops coreensis
Ochridacyclops coreensis – gatunek widłonoga z rodziny Cyclopidae. Nazwa naukowa tego gatunku skorupiaków została opublikowana w 2004 roku przez zespół koreańskich biologów w składzie: Ji Min Lee, Jin Mo Jeon, Cheon Young Chang.